# Presa José Cecilio del Valle
La Central Hidroeléctrica José Cecilio del Valle también conocida como Presa Cecilio del Valle o Presa El Retiro, es una pequeña presa hidroeléctrica ubicada sobre el cauce del Río Coatán, en la Región del Soconusco, en el sur del estado de Chiapas. Es una de las Centrales Hidroeléctricas menores y poco conocidas de ese estado.
Tiene una potencia instalada de 21 megawatts para generación de energía eléctrica, siendo, de entre las centrales hidroeléctricas menores de Chiapas, la de mayor producción. Su cortina mide 5 metros de altura y tiene un embalse con capacidad para 140,000 m³.
Esta presa inició operaciones el 16 de abril de 1967, y su energía se distribuye principalmente a la región del Soconusco